# Eren Albayrak
Eren Albayrak (* 23. April 1991 in Istanbul) ist ein türkischer Fußballspieler.

## Karriere

### Verein
Albayrak kam im Istanbuler Stadtteil Üsküdar auf die Welt und zog später mit seiner Familie nach Bursa. Hier durchlief er die in der Türkei als renommiert angesehene Nachwuchsabteilung vom Traditionsverein Bursaspor. In der Saison 2006/07 wurde er zusammen mit seinem langjährigen Teamkameraden Muhammet Demir auf Direktive vom Cheftrainer Raşit Çetiner mit einem Profivertrag versehen. In der Spielzeit 2007/08 wurde er vom Cheftrainer Bülent Korkmaz in den Profikader aufgenommen und gab als Sechzehnjähriger in der Ligapartie vom 23. September 2007 gegen Fenerbahçe Istanbul sein Profidebüt. Im weiteren Saisonverlauf absolvierte er eine weitere Erstligapartie und eine Pokalbegegnung für die Profimannschaft.
In der Winterpause der Saison 2008/09 übernahm Ertuğrul Sağlam bei Bursaspor das Amt des Cheftrainers. Als eines seiner ersten Amtshandlungen involvierte er einige Talente aus der Jugendabteilung wie Eren Albayrak, Serdar Aziz und Muhammet Demir in den Profikader. Diese Talente trainierten fortan neben ihrer Tätigkeit in den Jugend- bzw. Reservemannschaften auch mit den Profis und saßen bei einigen Ligaspielen der Profis auf der Ersatzbank. So kam Albayrak unter Sağlam zu sechs Ligaeinsätzen, zwei Pokaleinsätze und erzielte ein Tor.
In der nächsten Saison trainierte Albayrak weiterhin mit den Profis und absolvierte ein Liga- und ein Pokalspiel für sein Team. Seiner Mannschaft führte nahezu die gesamte Saison die Süper Lig an und lieferte sich bis zum letzten Spieltag mit Fenerbahçe Istanbul ein packendes Kopf-an-Kopf-Rennen welches man für sich entschied. Durch die errungene Meisterschaft schrieb man türkische Fußballgeschichte, indem man nach Trabzonspor der zweite anatolische Verein wurde der die Meisterschafts-Hegemonie der drei großen Istanbuler Klubs Fenerbahçe, Galatasaray und Beşiktaş brechen konnte. Albayrak zählte als Teil der Meistermannschaft zu einem der legendärsten Spieler seines Vereins. In den ersten Wochen der Saison 2009/10 wurde Albayrak zusammen mit Muhammet Demir aus dem Mannschaftskader suspendiert. Der Teamchef Sağlam begründete diese Entscheidung damit, dass beide Spieler in den Spielern der Reserveliga aufgrund unsportlichem Verhalten gegenüber der Gegenspieler aufgefallen waren. Andere Quelle behaupteten, dass beide Spieler ihre am Saisonende endenden Verträge nicht zu den geforderten Bedingungen verlängern wollten und deswegen seitens der Vereinsführung suspendiert wurden.
Nach der Kadersuspendierung wartete Albayrak eineinhalb Spielzeiten das Auslaufen seines Vertrages ab und wechselte zur Saison 2011/12 ablösefrei zum Ligarivalen Trabzonspor. Ausschlaggebend an diesem Wechsel war auch der Umstand, dass Albayraks Familie aus der Provinz Trabzon stammte. Nachdem Albayrak den Cheftrainer Şenol Güneş die Hinrunde nicht überzeugen konnte und deswegen in keinem Pflichtspiel eingesetzt wurde, wurde er für die Rückrunde an den Ligakonkurrenten Orduspor ausgeliehen.
Bereits vor Beginn der Saison 2012/13 wurde er vom Trainer Şenol Güneş für nicht reif genug befunden und an die Zweitmannschaft Trabzonspors, an den neuen Zweitligisten 1461 Trabzon ausgeliehen.
In der Wintertransferperiode 2012/13 wechselte er gemeinsam mit seinem Teamkollegen Sercan Kaya zum Zweitligisten Çaykur Rizespor. Bei diesem Klub etablierte er sich auf Anhieb zum Stammspieler und Leistungsträger. So trug er in der Rückrunde der Saison 2012/13 mit vier Toren und etlichen Vorlagen dazu bei, dass sein Verein die Saison als Vizemeister der TFF 1. Lig beendete und so nach sechsjähriger Abstinenz wieder in die Süper Lig aufgestiegen war. Nach dem Aufstieg blieb er in seiner ersten Erstligasaison für Rizespor hinter seiner Vorjahresleistung. So kam er auf 16 Ligaeinsätze, wovon er in sechs Spielen in der Startformation auflief. Mit der Saison 2014/15 gelang ihm auch in der Süper Lig der Durchbruch zum Stammspieler. So befand er sich von Saisonbeginn an in der Torvorlagenliste immer auf den vorderen Plätzen und wurde in Folge in die türkische A-Nationalmannschaft nominiert.
Nachdem die Saison 2016/16 für Albayrak trotz verletzungsbedingter Ausfälle ähnlich erfolgreich verlaufen war wie die Vorsaison und sein Vertrag mit Rizespor im Sommer 2016 endete, wurde er für die Transfersaison 2016/17 mit sehr vielen Erstligisten in Verbindung gebracht. Trotz zahlreicher Interessenten wechselte Albayrak Ende Mai 2016 zum Ligarivalen Istanbul Başakşehir. Mit diesem Verein erreichte er zum Saisonende die türkische Vizemeisterschaft und das türkische Pokalfinale. Bereits nach einer Saison verließ er Başakşehir wieder und wechselte gemeinsam mit seinem Teamkollegen Ferhat Öztorun zum Ligarivalen Atiker Konyaspor.
Seit August 2018 spielt er für den japanischen Erstligisten Júbilo Iwata in der J1 League.

### Nationalmannschaft
Albayrak begann für die türkischen Jugendnationalmannschaften aufzulaufen und durchlief ab der U-15 nahezu alle Altersstufen. Mit der türkischen U-17 nahm er an der U-17-Fußball-Europameisterschaft 2008 teil und erreichte mit seiner Mannschaft das Halbfinale. Im Halbfinale schied man nach Elfmeterschießen gegen die U-17 Frankreichs aus.
Im November 2011 wurde er das erste Mal für die zweite Garde der türkischen Nationalmannschaft nominiert und absolvierte bei einer Begegnung gegen die norwegische A2-Auswahl sein A2-Länderspieldebüt.
Nachdem er bei seinem Verein über längere Zeit zu überzeugen wusste, wurde Albayrak im März 2015 im Rahmen des Testspiels gegen die Luxemburgische Nationalmannschaft vom Nationaltrainer Fatih Terim zum ersten Mal in seiner Karriere in das Aufgebot der türkischen Nationalmannschaft nominiert und auch im Spiel eingesetzt, als er in der 75. Minute für Volkan Şen eingewechselt wurde.  Es blieb der bislang einzige Einsatz des Aussenverteidigers.

## Erfolge
Mit Bursaspor
- Türkischer Meister: 2009/10

Mit Çaykur Rizespor
- Vizemeister der TFF 1. Lig und Aufstieg in die Süper Lig: 2012/13

Mit Istanbul Başakşehir
- Türkischer Vizemeister: 2016/17
- Türkischer Pokalfinalist: 2016/17

Mit der türkischen U-16-Nationalmannschaft
- Valentin-Granatkin-Memorial-Turniersieger: 2007
- Silbermedaillengewinner der Schwarzmeerspiele: 2007
- Ägäischer Pokalsieger: Ägäischer Pokal 2007

Mit der türkischen U-17-Nationalmannschaft
- Halbfinalist der U-17-Europameisterschaft: 2008

Mit der türkischen U-18-Nationalmannschaft
- Valentin-Granatkin-Memorial-Turnierzweiter: 2009

Mit der türkischen U-19-Nationalmannschaft
- Teilnehmer der U-19-Europameisterschaft: 2009